# Здравоохранение в Узбекистане

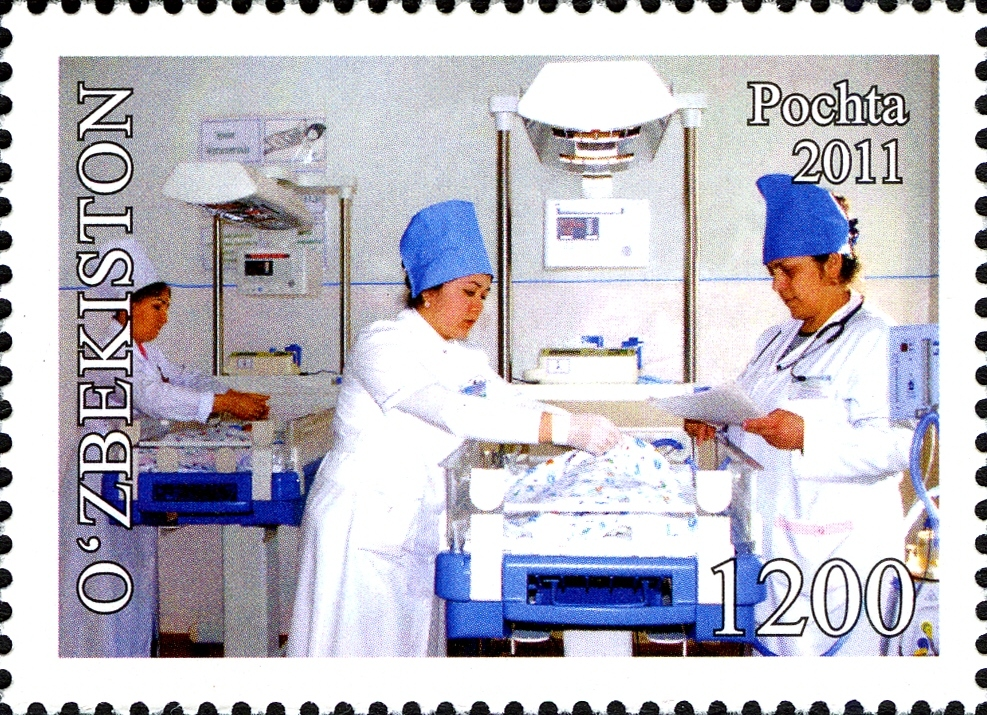

В постсоветскую эпоху качество здравоохранения в Узбекистане ухудшилось. В период с 1992 по 2003 год расходы на здравоохранение и соотношение больничных коек к населению сократились почти на 50 процентов, а русская эмиграция в это десятилетие лишила систему здравоохранения персонала. В 2004 году в Узбекистане было 53 больничных койки на 10 000 человек. Основные медицинские инструменты, такие как одноразовые иглы, анестетики и антибиотики, являются дефицитным продуктом. Хотя все граждане номинально имеют право на бесплатное медицинское обслуживание, в постсоветский период взяточничество стало обычным способом обойти медленное и ограниченное обслуживание государственной системы. В начале 2000-х годов политика была направлена на улучшение учреждений первичной медико-санитарной помощи и снижение стоимости стационарных учреждений. Из государственного бюджета 2006 года выделено 11,1 процента на расходы на здравоохранение по сравнению с 10,9 процента в 2005 году.

## Здоровье населения

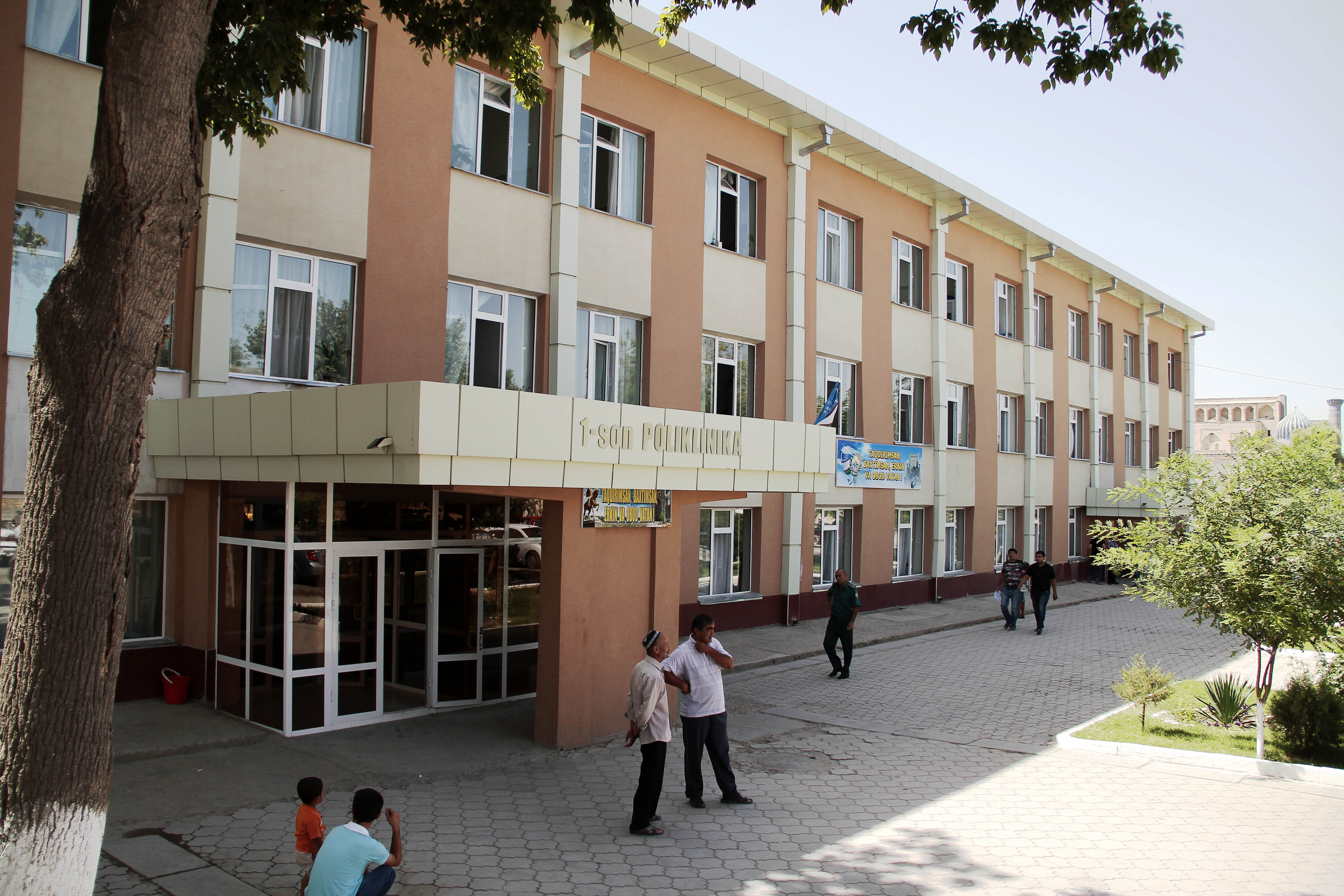
Поликлиника № 1 в Самарканде

Среди наиболее распространенных заболеваний выделяются те, которые связаны с загрязненной питьевой водой: брюшной тиф, гепатит, дизентерия, холера и различные виды рака. Основными причинами смерти являются нарушения сердечно-сосудистой, дыхательной и пищеварительной систем, а также инфекционные и паразитарные заболевания. Исследование, опубликованное в журнале Lancet в 2019 году, показало, что на 100 000 человек в год приходится 892 случая смерти из-за питания, что является самым высоким показателем в мире.
Зарегистрированная заболеваемость вирусом иммунодефицита человека (ВИЧ) резко возросла с 2002 года, частично из-за новой политики правительственной отчетности и частично из-за возросшего злоупотребления наркотиками. В 2005 году было известно о 5600 случаях ВИЧ, тогда как в 2004 году было зафиксировано 2000 новых случаев. По меньшей мере две трети случаев были связаны со злоупотреблением наркотиками. Географические центры случаев ВИЧ-инфекции — Ташкент и Сурхандарьинская область на границе с Афганистаном. Расширение незаконного оборота наркотиков через Узбекистан привело к росту наркомании в городских районах. Существуют центры лечения и консультирования в связи с ВИЧ. На 10 000 жителей приходится 27,4 врача или 2,74 на 1000 человек. На 1 июля 2025 года в стране зарегистрировано 51 087 инфицированных, отмечается рост случаев заражения половым путём и число заражения среди мигрантов (на 23,7%). По результатам анализа этих данных 1 августа 2025 года Сенат единогласно одобрил закон, обязывающий проходить медицинское обследование на ВИЧ граждан в возрасте от 18 до 60 лет, которые возвращаются из-за рубежа после более 90 дней отсутствия. Срок обусловлен инкубационным периодом заболевания, освидетельствование для граждан Узбекистана и постоянно проживающих в стране лиц без гражданства должно проводиться за счёт государственного бюджета .

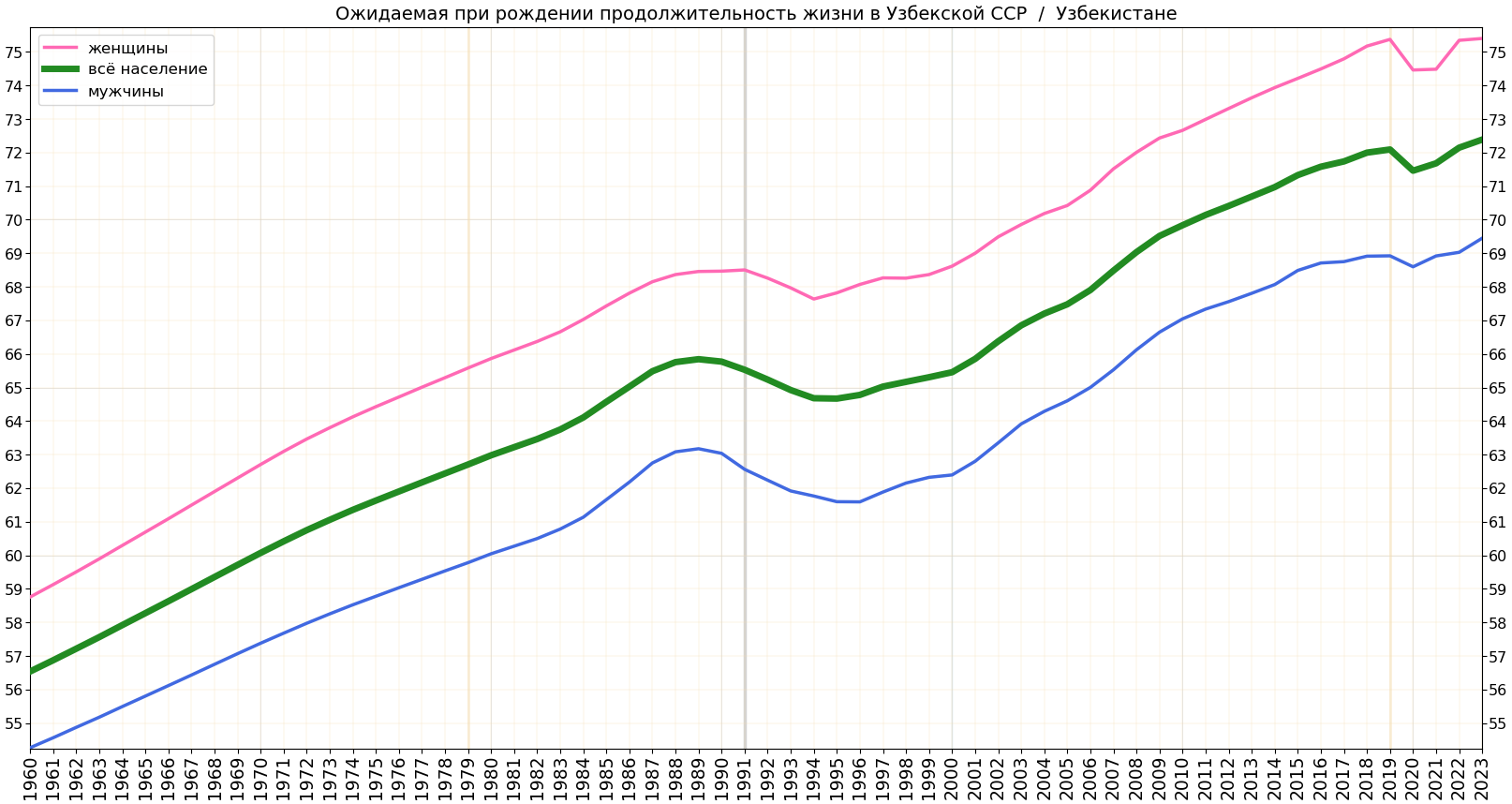
Ожидаемая продолжительность жизни в Узбекистане

Средняя ожидаемая продолжительность жизни в Узбекистане в 2020 году, согласно данным Группы всемирного банка, составила 71,85 лет: 69,70 лет для мужчин и 73,97 лет для женщин.

### Здоровье матери и ребёнка
Уровень материнской смертности в 2010 году на 100 000 рождений в Узбекистане составляет 30 человек. Это по сравнению с 44,6 в 2008 году и 61,1 в 1990 году. Число смертей детей в возрасте до 5 лет на 1000 рождений составляет 38, а неонатальная смертность в процентах от смертности детей в возрасте до 5 лет — 48. В Узбекистане риск смерти беременных женщин составляет 1 к 1400.